# Neverland-Ranch

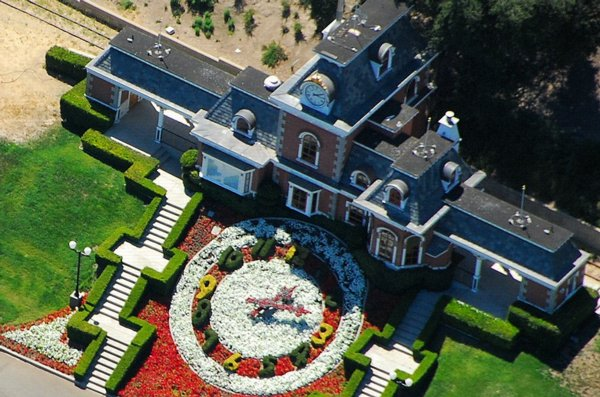
Das Bahnhofsgebäude auf der Neverland Ranch

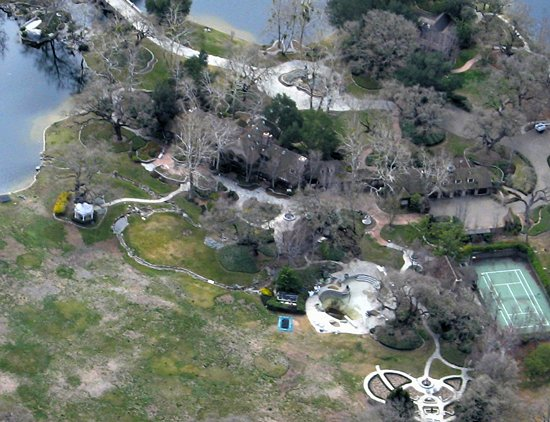
Südlicher Bereich der Neverland Ranch

Die Neverland-Ranch (heute wieder nach dem urspr. Namen Sycamore Valley Ranch), im Santa Ynez Valley in Kalifornien, war das private Anwesen des 2009 verstorbenen amerikanischen Popstars Michael Jackson. Das zum Zeitpunkt des Erwerbs 1988 rund 17 Mio. US-Dollar teure Anwesen, welches ursprünglich den Namen „Sycamore Valley Ranch“ trug, wurde nach dem fiktiven Neverland, dem Spielort der Kindergeschichte Peter Pan, benannt.

## Michael Jacksons Anwesen
Die Ranch liegt rund 220 Kilometer nördlich von Los Angeles im abgelegenen Santa Ynez Valley, etwa zehn Minuten außerhalb der Ortschaft Los Olivos und ca. 18 km nördlich der Ortschaft Santa Ynez. Die Gegend lebt in erster Linie vom Weinbau.
Michael Jackson hatte die Ranch 1988 gekauft und im gleichen Zug sein Elternhaus („Hayvenhurst“) im kalifornischen Encino verlassen. Zur Neverland-Ranch gehörte unter anderem ein Vergnügungspark mit diversen Fahrattraktionen, die er nach Angaben von Alex Gernandt, dem ehemaligen Chefredakteur der Bravo, in Deutschland gekauft hatte. Weiterhin beherbergte Neverland einen Zoo, zu dem die US-Schauspielerin Liz Taylor einen 2500 Kilogramm schweren asiatischen Elefanten namens „Gypsy“ beisteuerte. Taylor bedankte sich so bei ihrem Freund Jackson, der ihr die Ausrichtung einer ihrer Hochzeiten auf dem Gelände der Ranch ermöglichte. Auch unterhielt Jackson auf dem Gelände ein Kino mit etwa 40 Sitzplätzen und unterschiedliche Museen.
Die Gesamtgröße des Anwesens beträgt 11 km². Wenn in den Medien die Rede von der Neverland-Ranch ist, wird zumeist das Bahnhofsgebäude der Eisenbahn mit der vorgelagerten Uhr aus Blumenwerk gezeigt. Dieses Haus im Stil der Disney-Filme war nicht das Wohnhaus des Anwesens.
Jackson lud an jedem dritten Wochenende im Monat kranke oder aus armen Familien stammende Kinder auf seine Ranch ein. Dort konnten diese kostenfrei und stundenlang, teilweise gemeinsam mit ihm, alle Attraktionen ausprobieren, Süßigkeiten verköstigen oder im hauseigenen Kino Filme ansehen. Bis Jackson selbst Vater wurde, lebte sein Schimpanse Bubbles mit auf dem Anwesen. Dadurch erreichte das Tier selbst Weltruhm.

## Verkauf und Versteigerung persönlicher Gegenstände
Nach seinem Freispruch vom Vorwurf des Kindesmissbrauchs im Juni 2005 hatte Michael Jackson seinen Hauptwohnsitz in Los Olivos verlassen und war zusammen mit seinen drei Kindern in das Königreich Bahrain gezogen. Gerüchte über einen angeblichen Verkauf des Anwesens wurden von Jacksons Management immer wieder zurückgewiesen. Die Neverland-Ranch war bis auf weiteres geschlossen, da Jackson das Anwesen seit dem Prozessende 2005 nicht mehr als seine Heimat ansah. Auf der Ranch arbeiteten 69 Angestellte. Ein Teil von ihnen konnte wegen des nicht öffentlich zugänglichen Freizeitparks mit Zoo nicht außer Dienst gestellt werden, was weitere Unterhaltskosten verursachte.
Zwischenzeitlich hieß es, der US-Schauspieler Brad Pitt und seine damalige Frau, Schauspielerin Angelina Jolie wollten die Ranch für sich und ihre Kinder kaufen, jedoch hatte Raymone Bain in einer Pressemitteilung vom 9. November 2007 mitgeteilt, dass die Neverland-Ranch nicht zum Verkauf stehe und auch nicht an andere Eigentümer übergehen werde.
Am 27. Februar 2008 berichtete der US-Fernsehsender Fox News, dass das Anwesen bereits am 19. März versteigert werden solle, wenn Michael Jackson bis dahin nicht 24,5 Mio. US-Dollar an Außenständen (in Bezug auf das Anwesen) begleichen könne. Im Einvernehmen mit Jackson selbst soll das Auktionshaus Julien's Auction aus Beverly Hills den Auftrag zur Versteigerung des wertvollen Interieurs und sämtlicher persönlicher Gegenstände Jacksons – bis hin zur privaten Garderobe des Stars – erhalten haben. Das Auktionshaus bereitete die Auktion nach eigenen Angaben mit einem zeitlichen Vorlauf von neun Monaten vor und stellte sämtliche zum Verkauf stehenden Exponate, darunter sogar das berühmte Eingangsportal zur Neverland-Ranch, in einem fünf Booklets umfassenden Auktionskatalog zusammen. Diese Booklets waren unterteilt in die Themenwelten:
- „Garden Statuary and Outdoor Furniture“ (Gartenstatuen und Außenmöbel, 112 Seiten)[6],
- „Furniture and Decorative Arts“ (Möbel und dekorative Kunst, 218 Seiten)[7],
- „Antiques, Paintings and Fine Decorative Art“ (Antiken, Gemälde und hochwertige Kunst, 128 Seiten)[8],
- „Amusements, Arcade Games and Disneyana“ (Spiel- und Unterhaltungssachen, elektronische Spiele und Disney-Erinnerungsstücke, 242 Seiten)[9],
- „Memorabilia From the Life and Career of Michael Jackson“ (Erinnerungsstücke von Leben und Karriere des Michael Jackson, 258 Seiten)[10].

In sprichwörtlich letzter Sekunde soll Michael Jackson sowohl die Versteigerung seiner persönlichen Habe als auch die Versteigerung der „Neverland-Ranch“ durch eine neue Kreditvereinbarung abgewendet haben. Das Auktionshaus um den Gründer Darren Julien berichtete, dass man sich mit Jackson gütlich geeinigt habe. Für die Öffentlichkeit in Kalifornien war diese Auktion selbst abgesagt eine Sensation: Vom 14. April bis 25. April 2009 konnten die Exponate aus der „Neverland-Ranch“ gegen einen Eintritt von 20 US-Dollar in einer riesigen Lagerhalle am Wilshire Boulevard, genauer zwischen The Beverly Hilton und dem The-Los-Angeles-Country-Club-Golfclub, täglich zwischen 10 und 18 Uhr besichtigt werden. Das Interesse war groß. In zahlreichen privaten Videos auf YouTube hielten Besucher diese Ausstellung fest.
Für die Recherchen zu einer Ausgabe des Sendeformats 60 Minutes des US-Nachrichtensenders CBS erfuhren die Journalisten, dass sich die Besitztümer Jacksons seit dem Rückkauf durch ihn 2009 in fünf unterschiedlichen Lagerhäusern in Kalifornien befänden. Einige Exponate wurden verkauft, ob mit Einverständnis Jacksons oder ohne war unklar. Julien's Auctions warb auf seiner Webseite damit, die Originaljacke aus dem Jackson-Video Thriller für 1,8 Mio. US-Dollar versteigert zu haben. Einen seiner mit Swarovski-Kristallen besetzten Handschuhe ersteigerte die Pop-Sängerin Lady Gaga, die sich mehrfach als Jackson-Fan präsentierte.
Die Ranch war für rund 35 Millionen US-Dollar an eine Grundstücksfirma, die mehrheitlich Colony Capital gehört, übergegangen, an der Jackson beteiligt war.
Der Privatzoo wurde aufgelöst.
Die Ranch stand 2015 für 100, 2017 für 67 und 2019 für 31 Millionen US-Dollar zum Verkauf. Ende 2020 kaufte sie der Geschäftsmann Ron Burkle für 22,5 Millionen US-Dollar, er nannte den Kauf eine „Gelegenheit zum Geschäft mit Bauland“. Die Ranch liegt 65 Kilometer entfernt von Santa Barbara (Kalifornien), einer Stadt mit etwa 90.000 Einwohnern. Das Santa Barbara County hat fast 450.000 Einwohner.